# Litoria kroombitensis
Litoria kroombitensis é uma espécie de anfíbio anuro da família Hylidae. Está presente na Austrália. A UICN classificou-a como quase ameaçada.